# Acetilszalicilsav
Az acetilszalicilsav (INN: acetylsalicylic acid) a szalicilátok csoportjába tartozó gyógyszer, az aszpirin és a kalmopyrin hatóanyaga, amely farmakológiailag a nem szteroid gyulladásgátlók (NSAID) csoportjába tartozik. A gyulladáscsökkentő hatása mellett láz- és fájdalomcsillapító hatással is rendelkezik, valamint irreverzibilisen gátolja a vérlemezkék aggregációját. Elsősorban az enyhe, közepes erősségű fájdalmak csillapításában hatékony.
A VIII. Magyar Gyógyszerkönyvben Acidum acetylsalicylicum    néven hivatalos.  

## Orvosi felhasználása

### Fájdalomcsillapítás
Az acetilszalicilsav a többi NSAID-hoz hasonlóan az enyhe és közepes erősségű fájdalmak csillapításában hatékony. Gyulladás során az érintett szövetben olyan prosztanoidok keletkeznek, melyek érzékenyítik a fájdalomingert közvetítő idegsejtek perifériás idegvégződéseit, ezáltal fokozódik a fájdalom. Az acetilszalicilsav a prosztanoid-szintézis gátlásával ezt képes megakadályozni, ugyanakkor a fájdalomcsillapító hatását nem kizárólag a periférián fejti ki, abban centrális (központi idegrendszeri) mechanizmusok is szerepet játszanak. Kiterjedten használt fájdalomcsillapító, csökkenti többek között az ízületi gyulladások okozta fájdalmat, valamint a primer fejfájások közül a migrénes és a magas vérnyomás által okozott fejfájást. 
Hatástalan az izomgörcsök, hasi puffadás vagy -feszülés, és az akut bőrirritációk okozta fájdalmak csillapítására. Akárcsak más NSAID-oknál, az acetilszalicilsav esetén is igaz, hogy koffeinnel együtt alkalmazva hatékonyabban enyhíti a fájdalmat, mint önmagában, ezt számos készítményben ki is használják.

### Lázcsillapítás
Az acetilszalicilsav lázcsillapító hatása is a ciklooxigenáz enzim gátlására vezethető vissza, hiszen az enzim által termelt prosztaglandinok a hipotalamusz hőközpontjában hatva lázkeltőek. Lázcsillapítóként felnőttekben az acetilszalicilsav széleskörűen alkalmazott gyógyszer, azonban gyerekkorban használata kerülendő, a Reye-szindróma veszélye miatt, ami egy súlyos, potenciálisan életveszélyes állapot, mely elsősorban azoknál a virális fertőzésen átesett gyerekeknél jelentkezhet, akik acetilszalicilsavat kaptak.

### Szívinfarktuséssztrókmegelőzése
Az acetilszalicilsavat kiterjedten alkalmazzák a szív- és érrendszeri trombotikus betegségek megelőzésére, főként fokozott kockázatú betegeknél, vagy akik már átestek valamilyen kardiovaszkuláris eseményen. Az Európai Kardiológus Társaság (ESC) 2013-as ajánlásában minden stabil koronária-szindrómás betegnek alacsony dózisú acetilszalicilsav, vagy annak alternatívájaként klopidogrél kezelést javasol.
Akut koronáriaszindrómában, ellenjavallat hiányában 150-300 mg acetilszalicilsav adását javasolja az ESC, melyet később napi 75-100 mg tartós szedése követ.
Az intervenciós kardiológiai eljárások (pl. perkután koronária intervenció, PCI) során gyakran helyeznek be ballonos tágításon átesett szívkoszorúérbe ún. sztentet, hogy nyitva tartsák az adott érszakaszt. Ilyen esetekben a betegeknek tartósan trombocita-aggregáció gátló kezelést kell kapniuk, különben az idegen felületen a vérlemezkék kitapadhatnak, vérrögöt képezhetnek, ami elzárhatja az ér lumenét. Leggyakrabban acetilszalicilsavat alkalmaznak, sokszor egy második trombocitaaggregáció-gátlóval (pl. klopidogrél) együtt (ezt hívják kettős trombocitaaggregáció-gátlásnak).
Akut sztrók esetén a 48 órán belül megkezdett acetilszalicilsav (vagy más trombocitaaggregáció-gátló, pl. klopidogrél, dipiridamol) kezelés csak minimálisan növeli a beteg életben maradási esélyét vagy csökkenti a későbbi neurológiai károsodás mértékét, ugyanakkor megelőzi egy esetleges második agyi érkatasztrófa kialakulását. Ebből a megfontolásból az Amerikai Stroke Társaság (ASA) 2013-as ajánlásában 325 mg acetilszalicilsav adását javasolja a sztrók bekövetkeztétől számított 24–48 órán belül, egyúttal felhívja a figyelmet arra, hogy a trombocitaaggregáció-gátlók nem helyettesíthetik a hatékony intervenciós terápiákat, pl. az intravénásan adott rekombináns szöveti plazminogén aktivátort (rTPA-t).
Az acetilszalicilsav primer prevencióban való alkalmazásáról megoszlanak a vélemények. A mellékhatások (főleg a gasztrointesztinális vérzés) kockázata miatt számos szerző nem javasolja, hogy megelőző célzattal kardiovaszkuláris betegségben nem szenvedő, tünetmentes egyéneknek széleskörűen adják.

### Rákmegelőzés
Az acetilszalicilsav daganatképződést befolyásoló hatását több tanulmányban is vizsgálták. Számos olyan publikáció látott napvilágot, melyben a rendszeres acetilszalicilsav-szedést előnyösnek találták a kolorektális daganatok megelőzésében, ugyanakkor ez irányú használata sok kérdést vet fel, így pl. nem tisztázott, hogy milyen dózisban és mennyi ideig kellene alkalmazni, valamint az sem, hogy pontosan milyen típusú daganatok prevenciójában jöhetne számításba. Az amerikai USPSTF (United States Preventive Services Task Force) 2007-es ajánlásában nem javasolja az acetilszalicilsav e célú kiterjedt alkalmazását.

### Egyéb
Az acetilszalicilsavat alacsony dózisok mellett hatásosnak találták a terhességi preeklampszia megelőzésében. A reumás láz akut szakaszában a gyulladásos folyamatok csökkentésére is használható önmagában, vagy szteroidokkal kombinálva. A tünetek enyhülése után azonban nincs értelme folytatni ezt a kezelést, mivel a reumás láz későbbi komplikációinak (pl. későbbi szívbillentyűhibák) gyakoriságát nem csökkenti. A reumás lázat leszámítva gyerekkorban még a ritkán előforduló Kawasaki-szindróma kezelésében is alkalmazzák.

## Mellékhatások
A prosztaglandinok és a tromboxánok képződésére hatva a „fő” hatás mellett sok mellékhatása is lehet, amelyek közül némelyik nem előnyös. Így például tartós szedése a gyomornyálkahártya fekélyesedésének valószínűségét fokozhatja. Asztmás vagy más krónikus obstruktív légúti betegségben szenvedő betegeknél, valamint az erre érzékeny egyéneknél a ciklooxigenáz enzim gátlása miatt a felhalmozódó arachidonsavból több leukotrién képződik, ami a hörgők fokozott összehúzódásához vezethet (ez az ún. „aszpirinasztma”). Ismeretes, hogy az acetilszalicilsav hemolítikus anémiát okoz a glukóz-6-foszfát-dehidrogenáz deficiens személyekben. Hemofíliás betegekben az acetilszalicilsav fokozza a vérzési kockázatot, ugyanakkor náluk is alkalmazható kardiovaszkuláris prevencióra szoros orvosi ellenőrzés mellett, bár az ilyen betegek esetében célszerű olyan szereket alkalmazni, amik alacsonyabb plazma felezési idővel rendelkeznek, és van ellenszerük.
Mivel összefüggést találtak az acetilszalicilsav és a Reye-szindróma kialakulása között, már nem alkalmazzák megfázásos tünetek kezelésére gyermekeknél.

### Emésztőrendszer
Az acetilszalicilsav szedése növeli a gasztrointesztinális vérzés kockázatát, mely tovább fokozódik, ha más NSAID-al vagy orális véralvadásgátlóval (pl. warfarin) együtt alkalmazzák. Mivel a rendszeres acetilszalicilsav-szedés károsíthatja a gyomor nyálkahártyáját, a gyomorfekélyes és gasztritiszes betegeknek a szer használata előtt ajánlott orvos vagy gyógyszerész tanácsát kérniük. Számos gyomorvédő bevonattal rendelkező készítmény van forgalomban, ugyanakkor azon betegek számára, akik kénytelenek tartósan acetilszalicilsavat szedni (pl. mert szívinfarktuson estek át), az acetilszalicisav mellé szükséges valamilyen gyomorsav csökkentő gyógyszert (pl. protonpumpagátlót, PPI) is rendelni.

### Vese
Az acetilszalicilsav a prosztaglandinszintézis gátlásán keresztül csökkenti a vese vérkeringését. Egy 1996-os tanulmányban azt találták, hogy az eleve vesebetegségben (pl. glomerulonefritisz, krónikus veseelégtelenség) szenvedőknél az acetilszalicilsav akut veseelégtelenséget okozhat. Túladagolás esetén egészséges egyénekben is veseelégtelenség alakulhat ki.
Az NSAID-ok tartós szedése a vese súlyos károsodásával járó, ún. analgetikum nefropátia kialakulásához vezethet. A legtöbb adat ezzel kapcsolatban a fenacetin tartalmú szerekkel van, ugyanakkor állatkísérletekben a tartós acetilszalicilsav adagolás is a vesepapillák elhalását okozta. A kérdést nehezíti, hogy az analgetikum nefropátiában szenvedő betegek az esetek túlnyomó többségében egyidejűleg több, különböző hatóanyagot tartalmazó gyógyszert szednek.
Az acetilszalicilsav csökkenti a vesékben a húgysav kiválasztását, így szedése a köszvényes betegeknek nem ajánlott.

### Rezisztencia
Az emberek egy részében az acetilszalicilsav nem fejti ki a kívánt vérlemezkeaggregáció-gátló hatást, ezt a jelenséget aszpirinrezisztenciának nevezik. Egy 2930 beteg bevonásával készült kanadai vizsgálatban a betegek 28%-át találták rezisztensnek. Egy másik, Olaszországban készült tanulmányban a betegek csupán 5%-át találták ténylegesen rezisztensek, 31%-uknál pedig lassabban bár, de kialakult a kívánt hatás. Az aszpirinrezisztens betegekben az acetilszalicilsav nem, vagy csak jóval nagyobb dózisban csökkenti a kardiovaszkuláris kockázatot, hiszen ez a hatás a trombocitaaggregáció gátlásán alapul. Az aszpirinrezisztencia laboratóriumi módszerekkel kimutatható.

## Hatásmechanizmusa
1971-ben a brit John Robert Vane kimutatta, hogy az acetilszalicilsav csökkenti a prosztaglandinok és a tromboxánok szintézisét. Ezért a felfedezésért 1982-ben orvosi Nobel-díjat kapott, a svéd Sune K. Bergströmmel és az ugyancsak svéd Bengt I. Samuelssonnal megosztva.
Az acetilszalicilsav (és általában az NSAID-ok) a ciklooxigenáz enzim gátlásán keresztül fejtik ki hatásaikat. Az acetilszalicilsav irreverzibilisen blokkolja az enzimet azáltal, hogy szelektíven acetilálja annak egy meghatározott szerin oldalláncát (a COX-1 esetében Ser530, 70 aminosav távolságra a molekula C-terminális végétől, a COX-2-nél Ser516). A ciklooxegináz arachidonsavból prosztaglandin H2-t (PGH2) képez, mely számos további prosztanoid előanyaga. Az acetiláció révén az arachidonsav képtelen hozzákötődni az enzimhez. Ez a kémiai változtatás végleges, a prosztanoidok képzése csak új enzimmolekulák szintetizálásával valósulhat meg a sejtben (nagyobb koncentrációban az acetilszalicilsav más molekulákat, például fehérjéket vagy DNS-t is képes nem-szelektíven acetetilálni).
Az acetilszalicilsav analgetikus (fájdalomcsillapító), antipiretikus (lázcsillapító), antiflogisztikus (gyulladácsökkentő) hatása az intakt molekula acetil és szalicilát részének, valamint az aktív szalicilát metabolitnak egyaránt köszönhető[forrás?]. Bár az acetilszalicilsav szalicilátra és acetátra hidrolizál, e hidrolízis nem szükséges az acetilszalicilsav hatásainak kiváltásához[forrás?], sőt a vérlemezke-aggregációt gátló hatás olyan tulajdonság, mellyel a többi szalicilát nem rendelkezik.
Az acetilszalicilsav a többi szaliciláthoz hasonlóan antipiretikus és analgetikus hatású, mindkét hatásnak a prosztaglandin-bioszintézis gátlása az alapja. A szöveti prosztaglandinszint csökkenését tartják felelősnek az analgetikus és a gyulladáscsökkentő hatásért. Prosztaglandinok hiányában megszűnnek a perifériás idegvégződés fájdalom és gyulladás mediátorai. A ciklooxigenáz enzim gátlása csökkenti a PGE2 vagy a PGI2 képződését, következésképpen csökken a gyulladásos bőrpír, a duzzanat és a fájdalom.
A szalicilátok lázcsökkentő hatásukat – hasonlóan a többi NSAID-hoz – centrális támadásponttal fejtik ki a hipotalamusz praeopticus területén, csökkentik a lázkeltő PGE2 szintézisét. Ennek eredményeként jelentősen nő a hőleadás, rendkívül erős izzadás következik be.

### COX-1 és COX-2 szelektivitás

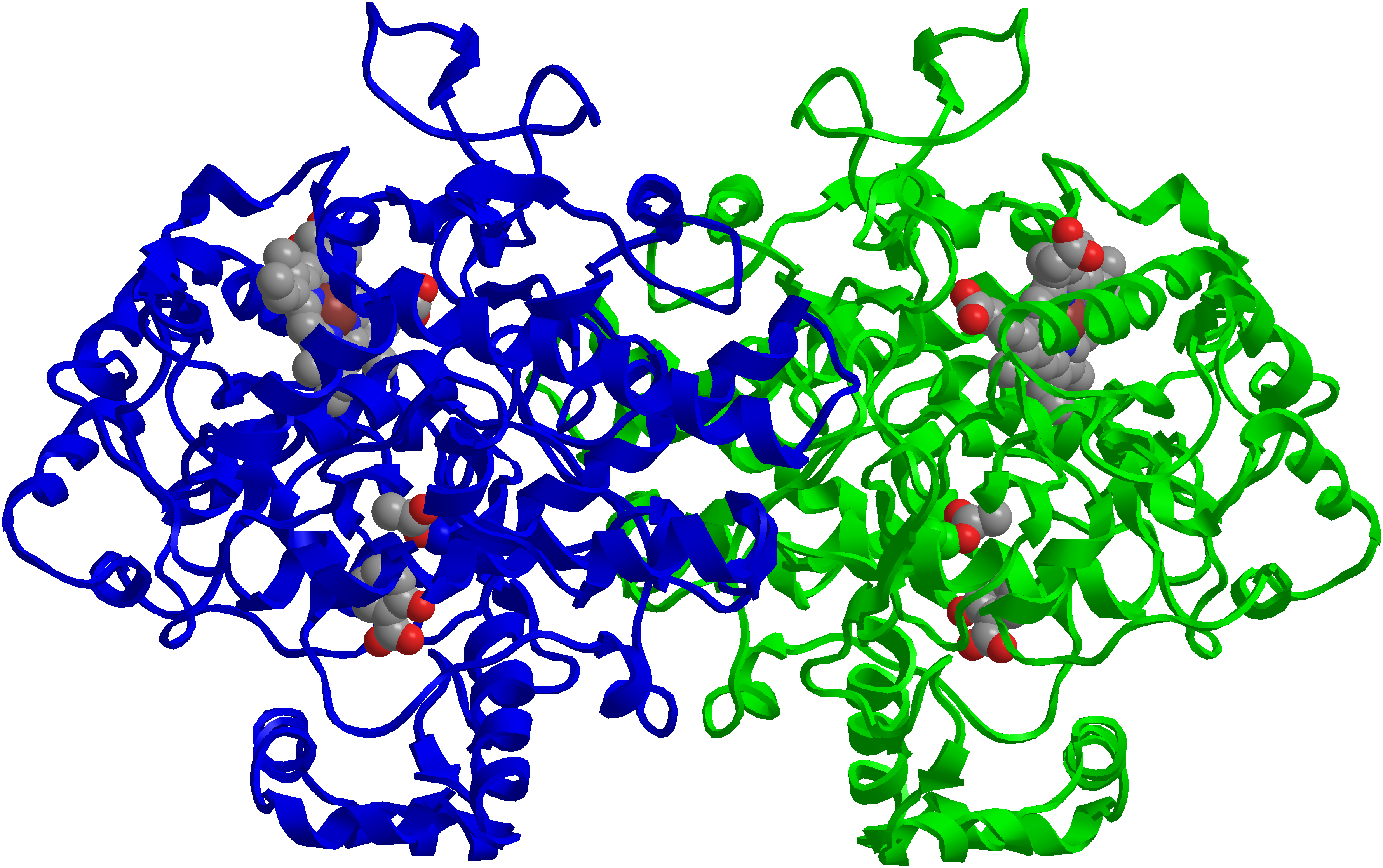
Acetilszalicilsav és a COX-2 interakciója: a COX-2 dimer két azonos alegységből áll (kék és zöld). Látható, ahogy az acetilszalicilsav az 516-os pozícióban található szerin oldalláncot acetilálja mindkét alegységen

A ciklooxigenáz enzimnek több változata (izoformája) van, ezek a COX-1, COX-2 és a COX-3. A COX-1 és a COX-2 aminosav sorrendje 60%-ban azonos, a COX-3 pedig a COX-1-ből keletkezik, alternatív hasítás (angolul splicing) révén. Az acetilszalicilsav mind a COX-1-et, mind a COX-2-t gátolja, bár a COX-1 gátlás kifejezettebb. A két izoforma között jelentős különbségek vannak, a COX-1 által termelt prosztanoidok a gyomor nyálkahártya védelem, a vese keringés, a vérlemezke aktiváció, és az ér endotél funkciók szabályozásában vesznek részt, míg a COX-2 inkább a gyulladásos folyamatok során aktiválódik, termékei pedig a gyulladás, fájdalom és a láz szabályozásáért felelősek.

### Vérlemezkeaggregációt gátló hatása
A vérlemezkékben (trombociták) a COX-1 által képződő tromboxán A2 (TXA2) az egyik legfontosabb olyan molekula, ami a vérlemezkéket aktiválni képes, és ezáltal azok összecsapzódását (aggregációját) okozza. Az acetilszalicilsav irreverzibilisen gátolja a vérlemezkékben található COX-1 enzimet, és ezáltal azok aggregációját is. Ez a hatás már viszonylag alacsony dózisnál bekövetkezik (kb. 100 mg/nap), míg a gyulladásgátló és fájdalomcsillapító hatáshoz magasabb dózisok szükségesek (ennek egyik oka, hogy az acetilszalicilsav erősebben gátolja a vérlemezkékben található COX-1 enzimet, mint a gyulladás során aktiválódó COX-2-t). Az NSAID-ok közül egyedül az aszpirin rendelkezik klinikailag is jelentős trombocitaaggregáció-gátló hatással.
Az ereket belülről bélelő endotélsejtekben is megtalálható a ciklooxigenáz enzim, az általa termelt prosztaglandinok (PGI2) értágító hatásúak, így ennek gátlása nem előnyös kardiovaszkuláris szempontból. A trombocita-aggregációt gátló hatás eléréséhez használt dózisok mellett azonban ez érdemi szinten nem is következik be. Ennek magyarázata, hogy a szájon át a szervezetbe juttatott acetilszalicilsav az emésztőrendszerből felszívódva a portális keringéssel a májba kerül, ahol javarészt lebomlik, így a szisztémás keringésbe csak minimális mennyiségben jut. Másrészt az endotélsejtek képesek új ciklooxigenáz enzimet szintetizálni, ezáltal biztosított az endotél prosztanoid termelése. Az acetilszalicilsav gátló hatása a vérlemezkék tromboxán A2 képzésére azonban irreverzibilis, mivel a vérlemezkéknek nincs sejtmagjuk, és így nem rendelkeznek azzal a képességgel, hogy új ciklooxigenáz fehérjét szintetizáljanak, új vérlemezke pedig csak 4-8 nap után képződik. A portális keringésbe jutott acetilszalicilsav képes véglegesen gátolni a vérlemezkék tromboxán termelését, anélkül, hogy a szisztémás keringésbe jutva jelentősen csökkentené az endotél prosztaciklin (PGI2) képzését.
Az acetilszalicilsav a vérlemezkék aggregációját gátolja, ezáltal a vérzési időt nyújtja meg, a véralvadási rendszerre nincs érdemi hatással. Már egyszeri acetilszalicilsav adás után is megnyúlik a vérzési idő, ami tovább fokozódik az acetilszalicilsav kezelés folytatásakor.
| Az acetilszalicilsav hatása a különböző alvadási paraméterekre | Az acetilszalicilsav hatása a különböző alvadási paraméterekre | Az acetilszalicilsav hatása a különböző alvadási paraméterekre | Az acetilszalicilsav hatása a különböző alvadási paraméterekre |
| Protrombin idő (PI)                                            | Aktivált parciális trombolasztin idő (APTI)                    | Vérzési idő                                                    | Alvadási idő                                                   |
| -------------------------------------------------------------- | -------------------------------------------------------------- | -------------------------------------------------------------- | -------------------------------------------------------------- |
| nem változik                                                   | nem változik                                                   | megnyúlik                                                      | nem változik                                                   |

## Farmakokinetikája
A szájon át bevitt acetilszalicilsav gyorsan felszívódik a gyomorból és a vékonybélből. Felszívódása elsőrendű kinetikát követ, abszorpciós félideje 5-16 perc. A vérben 50-80%-a albuminhoz kötődve szállítódik, a maradék ionizált formában marad. Csak a szabadon keringő, ionizált forma aktív biológialag. Hamar hidrolízist szenved, a képződő szalicilsav szintén albuminhoz kötődik a vérben. Féléletideje a plazmában kb. 20 perc, az acetilszalicilsav koncentráció csökkenésével párhuzamosan emelkedik a szalicilsav szintje. A képződő szalicilsav kb. 80%-át a máj metabolizálja, mely során a májsejtekben glukoronsavval vagy glicinnel konjugálódik, vagy gentizinsavvá oxidálódik. A képződő metabolitok illetve a szabad szalicilsav a vesékben filtrálódva ürülnek ki a szervezetből, ennek sebessége függ a vizelet pH-jától; a vizelet lúgosításával gyorsítható a folyamat.

## Készítmények
| Acetilszalicilsav tartalmú gyógyszerek Magyarországon | Acetilszalicilsav tartalmú gyógyszerek Magyarországon | Acetilszalicilsav tartalmú gyógyszerek Magyarországon | Acetilszalicilsav tartalmú gyógyszerek Magyarországon |
| Név                                                   | Gyártó                                                | Hatóanyag                                             | Vényköteles                                           |
| ----------------------------------------------------- | ----------------------------------------------------- | ----------------------------------------------------- | ----------------------------------------------------- |
| Aspirin 500 mg                                        | Bayer Hungária                                        | 500 mg acetilszalicilsav                              | Nem                                                   |
| Aspirin Protect 300 mg                                | Bayer Pharma AG                                       | 300 mg acetilszalicilsav                              | Nem                                                   |
| Aspirin Protect 100 mg                                | Bayer Pharma AG                                       | 100 mg acetilszalicilsav                              | Nem                                                   |
| Aspirin Plus C Pezsgőtabletta                         | Bayer Hungária                                        | 400 mg acetilszalicilsav 240 mg aszkorbinsav          | Nem                                                   |
| Kalmopyrin                                            | Richter Gedeon                                        | 500 mg acetilszalicilsav                              | Nem                                                   |
| Astrix 100 mg                                         | TEVA Gyógyszergyár                                    | 100 mg acetilszalicilsav                              | Nem                                                   |
| ASPIRIN KOMPLEX forróital                             | Bayer Bitterfeld GmbH                                 | 500 mg acetilszalicilsav/ 30mg pszeudoefedrin         | Nem                                                   |

## A Bayer cég szabadalma
A fehér fűzfa (Salix alba) kérgét már időszámításunk előtt is használták láz- és fájdalomcsillapításra, később a hatóanyagát szalicilsavként sikerült azonosítani. Ennek a gyógyszernek azonban volt egy kellemetlen mellékhatása: rendszeres szedése súlyos gyomorbántalmakat okozott. 1853-ban, egy Charles Frédéric Gerhardt nevű kémikus acetil-klorid és nátrium-szalicilátból először nyert acetilszalicilsavat. A 19. század második felében – más kémikusok – leírták a vegyület kémiai szerkezetét és hatékonyabb eljárásokat dolgoztak ki az előállítására. Amikor 1890-ben a német Bayer cég kutatói új gyógyszervegyületeket kerestek, vizsgálták az acetilszalicilsavat is. 1897-ben Arthur Eichengrün és Felix Hoffmann egy új, iparilag is hatékony módszert találtak a vegyület előállítására, szalicilsav és ecetsav-anhidrid visszafolyatással végzett forralásával (refluxálásával). A szer klinikai vizsgálatai során azt találták, hogy az a szalicilsavval azonos hatékonyságú, ám a gyomor nyálkahártyájára kevésbé káros. Az acetilszalicilsavat mint gyógyszert Aspirin védjeggyel 1899-ben be is jegyeztették, 1903-ban dobták piacra.

## Az Aspirin®védjegy
Az Aspirin a legtöbb országban – így Magyarországon is – a Bayer Aktiengesellschaft, Leverkusen német cég bejegyzett védjegye (köznapi szóhasználatban: márkaneve).
Ez annyit jelent, hogy ezekben az országokban az acetilszalicilsav hatóanyagú készítményeket más cégek eltérő néven kötelesek forgalomba hozni (például ASA vagy ASS), különben védjegybitorlást követnek el. Az aspirin tehát nem fajtanévvé vált védjegy, így acetilszalicilsav-tartalmú gyógyszercsoport megnevezéseként való használata jogsértő és helytelen.